# ダウンタウン・マンハッタン・ヘリポート

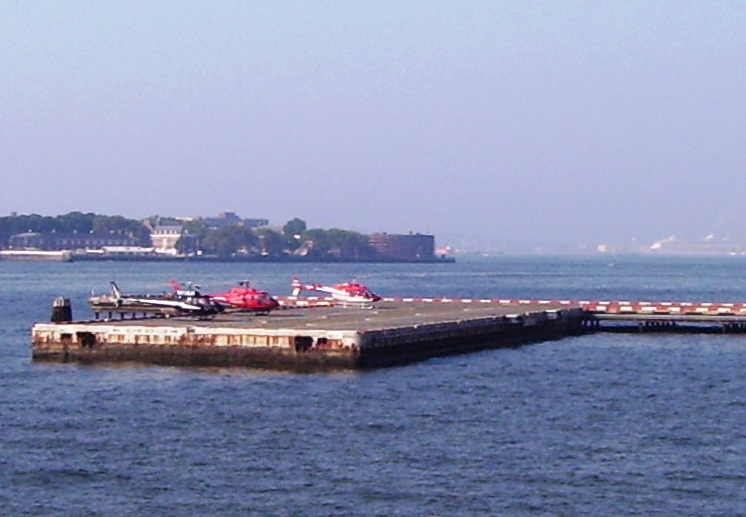
ヘリコプター乗り場、南西にガバナーズ島を臨む

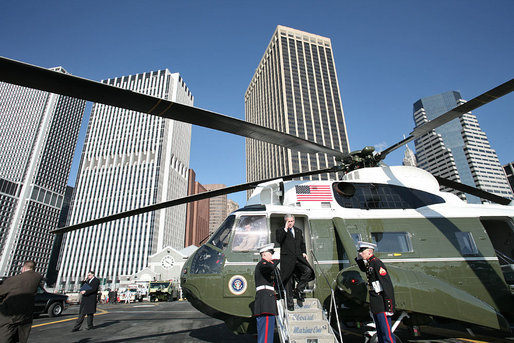
2007年1月31日、マリーンワンを降りるジョージ・W・ブッシュ

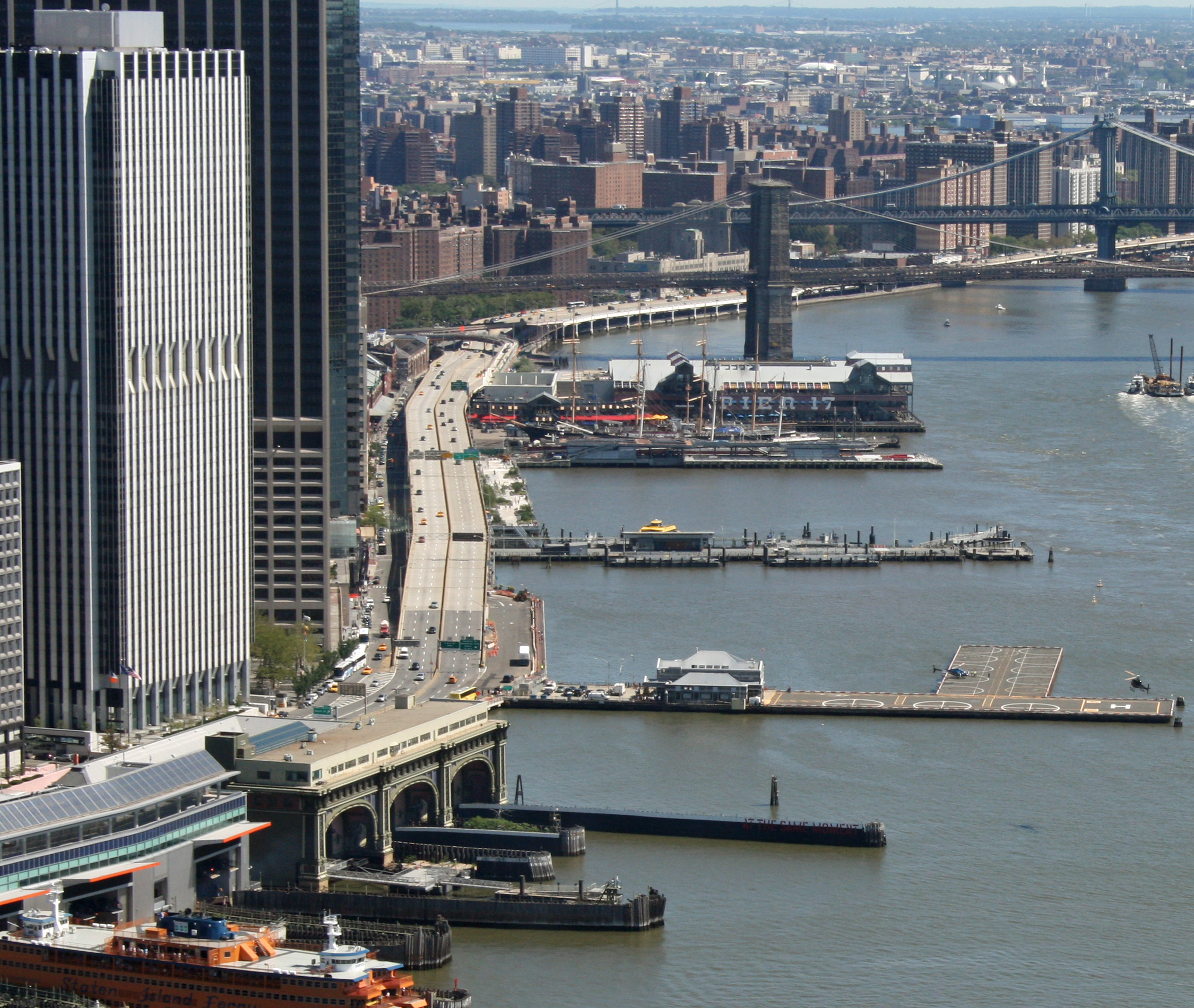
イースト川の6号埠頭にあるダウンタウン・マンハッタン・ヘリポート

ダウンタウン・マンハッタン・ヘリポート（英語: Downtown Manhattan Heliport）(IATA: JRB, ICAO: KJRB, FAA LID: JRB)は、ダウンタウン・マンハッタン/ウォール街ヘリポート（Downtown Manhattan/Wall St. Heliport）としても知られる、ニューヨーク市マンハッタンのイースト川にある6号埠頭のヘリコプター乗り場である。

## 歴史
ダウンタウン・マンハッタン・ヘリポートは、1956年にオープンした西30丁目にあるヘリポートを補い、1960年12月8日にオープンした。1960年代、70年代の間、ニューヨーク・エアウェイズは、ヘリポートから市の主要空港へ、定期便を運営していたが、1980年代中頃に運行を取り止めた。2006年には、USヘリコプターも路線を全て廃止したが、2009年11月までに、ジョン・F・ケネディ国際空港への1時間ごとの定期便を再開した。
ヘリポートの交通の多くは、ウォール街やロウアー・マンハッタン金融地区で利用されていた。トップクラスの事業経営者や時間短縮のための文書の発送には、しばしばヘリポートが使用される。また、このヘリポートは、アメリカ合衆国大統領のニューヨーク訪問の通常の上陸場所でもある。現ニューヨーク市長のマイケル・ブルームバーグは、ブルームバーグとジョンズ・ホプキンス大学の長官だったとき、両機関の間の移動の際にしばしばヘリポートを利用した。
ダウンタウン・マンハッタン・ヘリポートは、公立のヘリポートで、ニューヨーク市経済開発会社（NYCEDC）が運営しており、ニューアーク・リバティ国際空港、テターボロ空港、モーリスタウン市営空港など、ニューヨーク市域の空港へ向かう路線がチャーターしている。一般の観光や要人のフライトも同様である。

## 設備と航空機
ヘリポートは、海抜7フィート（2m）の2エーカー (0.81 ha)の土地にある。H1、62x62フィート（19x19 m）のコンクリートのヘリパッドが1つある。2003年12月30日までの12ヶ月間で運行回数は10,002であり、1日平均27回である。このうち、90%はゼネラル・アビエーション、10%は軍事航空である。